# EUFISERV

Logo

European Savings Banks Financial Services (EUFISERV) ist ein Gemeinschaftsunternehmen der europäischen Sparkassen. In Deutschland wie auch in der Schweiz ist das EUFISERV-Logo bekannt durch den Aufdruck auf der Rückseite einer Girokarte bzw. früher auf der Postcard A, als Symbol, dass mit einer Girokarte nicht nur im Inland, sondern auch im Ausland per Karte mit PIN an der Kasse bezahlt oder am Geldautomat Bargeld abgehoben werden kann.

## Geschichte
Nachdem 1988 eine Zusammenarbeit europäischer Sparkassen beschlossen wurde, mündete diese 1990 in der Gründung von EUFISERV. Das Ziel ist es, Finanzdienstleistungsprozesse zu entwickeln, zu betreiben und zu unterhalten. Der spezielle Fokus liegt dabei auf Systemen des bargeldlosen Zahlungsverkehrs.
Seit 2008 erfolgt die operative Abwicklung der Zahlungen über ein Joint Venture namens Trionis, das EUFISERV gemeinsam mit First Data betreibt.

## Beteiligte Kreditinstitute
- ESBG: European Savings and Retail Banking Group
- Österreich: Hauptverband der Österreichischen Sparkassen
- Belgien: Fortis Bank
- Luxemburg: Banque et Caisse d’Epargne de l’Etat
- Tschechien: Česká spořitelna
- Finnland: Säästöpankkiliitto (Finnish Savings Banks Association)
- Frankreich: Caisse Nationale des Caisses d’Epargne (CENCE)
- Deutschland: Deutscher Sparkassen- und Giroverband (DSGV) und Finanz Informatik
- Norwegen: Sparbankforeningen I Norge
- Portugal: Caixa Geral de Depositos
- Spanien: Confederación Española de Cajas de Ahorros (CECA)
- Schweden: Sparbanken Swedbank
- Schweiz: Postfinance (Die Schweizerische Post)

## Statistik (Stand 10/2003)
| Land        | Geldautomaten | Karten     |
| ----------- | ------------- | ---------- |
| Österreich  | 4.000         | –          |
| Belgien     | 973           | 4.051.675  |
| Frankreich  | 5.261         | 1.311.688  |
| Deutschland | 22.585        | 42.500.000 |
| Italien     | 2.129         | –          |
| Luxemburg   | 120           | 136.500    |
| Niederlande | 510           | 432.000    |
| Norwegen    | 1.151         | 1.353.100  |
| Portugal    | 7.870         | 2.795.500  |
| Spanien     | 10.991        | 11.010.000 |
| Schweden    | 1.057         | 850.000    |
| Schweiz     | 599           | 1.900.000  |
| Gesamt      | 57.246        | 66.340.463 |